# Drnový potok
Drnový potok je pravostranný a celkově nejdelší přítok řeky Úhlavy protékající okresem Klatovy v Plzeňském kraji. Délka jeho toku činí 21,3 km. Plocha povodí měří 94,6 km².

## Průběh toku
Drnový potok pramení severně od Nemilkova v nadmořské výšce okolo 635 m. Na horním toku směřuje převážně na severozápad. První osada přes kterou protéká se nazývá Úloh. Za touto vsí na 17,9 říčním kilometru přijímá zprava Podolský potok. Odtud Drnový potok pokračuje dále na severozápad k obci Běšiny, kterou protéká a pod níž se postupně stáčí na sever. Dále potok teče přes Neznašovy, Vrhaveč a Malou Vísku. Za Malou Vískou se do Drnového potoka vlévá Mochtínský potok. Pak pokračuje přes Luby a Klatovy. Severozápadně od Klatov se vlévá do řeky Úhlavy na jejím 58,9 říčním kilometru.

### Větší přítoky
- Podolský potok, zprava, ř. km 17,9[1]
- Mochtínský potok, zprava, ř. km 7,3[3]

## Vodní režim
Průměrný průtok Drnového potoka u ústí činí 0,65 m³/s.